# Slow Ride
«Slow Ride» — песня английской рок-группы Foghat. Это был главный сингл с их пятого студийного альбома Fool for the City (1975), выпущенного на Bearsville Records. В 2009 году она была названа 45-й песней «Лучшим хард-роком» всех времён по версии VH1. 
Существует пять версий песни. Оригинальная LP-версия от Fool for the City длится 8 минут и 14 секунд. Сингл-версия, найденная в нескольких сборниках, была усечена до 3:56 с затухающим финалом. Концертная версия 1977 года — 8:21, версия King Biscuit Flower Hour Foghat — 10:37, а концертная версия 2007 года — 9:44.

По словам барабанщика Роджера Эрла, песня была создана во время джем-сейшена с тогда ещё новым басистом Ником Джеймсоном.  См.
У Ника был кассетный плеер, и он записывал всё, что мы там играли. Насколько я помню, была написана вся песня – и середина, и басовая партия, и концовка – всё это было идеями Ника. По сути, Ник написал песню, но мы просто джемовали её, а Ник вырезал материал, чтобы он имел смысл в том, что касается песни. И тогда Дэйв [Певеретт, тогдашний гитарист и вокалист группы] сказал: «У меня есть несколько слов». Вот как это произошло (смеется).
Песня является самым высоким синглом группы в чартах Billboard и остаётся одним из основных элементов классического рока.